# دانييل كنولتون
دانييل كنولتون (بالإنجليزية: Daniel Knowlton)‏ هو لاعب كرة قدم أمريكية أمريكي، ولد في 1881، وتوفي في 5 مارس 1969 في بروفيدنس في الولايات المتحدة.